# Сентрал Бриџ (Њујорк)
Сентрал Бриџ (енгл. Central Bridge) насељено је место без административног статуса у америчкој савезној држави Њујорк.

## Демографија
По попису из 2010. године број становника је 593.
| Група             | 2000.    | 2010.       |
| Белци             | 0 (0,0%) | 571 (96,3%) |
| Афроамериканци    | 0 (0,0%) | 3 (0,5%)    |
| Азијати           | 0 (0,0%) | 3 (0,5%)    |
| Хиспаноамериканци | 0 (0,0%) | 8 (1,3%)    |
| Укупно            | 0        | 593         |